# Rajon Berdytschiw
Der Rajon Berdytschiw (ukrainisch Бердичівський район/Berdytschiwskyj rajon; russisch Бердичевский район/Berditschewski rajon) ist ein ukrainischer Rajon mit etwa 150.000 Einwohnern. Er liegt in der Oblast Schytomyr und hat eine Fläche von 3018 km², der Verwaltungssitz befindet sich in der namensgebenden Stadt Berdytschiw.

## Geographie
Der Rajon liegt im Süden der Oblast Schytomyr und grenzt im Westen, Norden und Osten an den Rajon Schytomyr, im Südosten an den Rajon Bila Zerkwa (in der Oblast Kiew gelegen), im Süden an den Rajon Winnyzja (in der Oblast Winnyzja gelegen) sowie im Südwesten an den Rajon Chmilnyk (Oblast Winnyzja).

## Geschichte
Der Rajon wurde am 7. März 1923 gegründet. Am 17. Juli 2020 kam es im Zuge einer großen Rajonsreform zur Auflösung des alten Rajons und einer Neugründung unter Vergrößerung des Rajonsgebietes um die Rajone Andruschiwka, Ruschyn und die südlichen Teile des Rajons Tschudniw sowie der bis dahin unter Oblastverwaltung stehenden Stadt Berdytschiw.

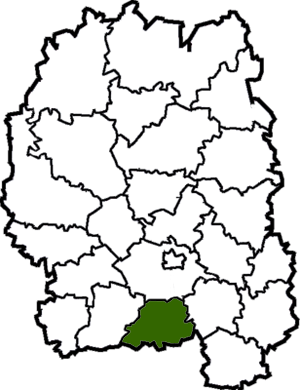
Rajon Berdytschiw bis Juli 2020
Rajonsgebiet ab Juli 2020

## Administrative Gliederung
Auf kommunaler Ebene ist der Rajon in 10 Hromadas (2 Stadtgemeinden, 3 Siedlungsgemeinden und 5 Landgemeinden) unterteilt, denen jeweils einzelne Ortschaften untergeordnet sind.
Zum Verwaltungsgebiet gehören:
- 2 Städte
- 4 Siedlung städtischen Typs
- 149 Dörfer
- 7 Ansiedlungen

Die Hromadas sind im Einzelnen:
- Stadtgemeinde Berdytschiw
- Stadtgemeinde Andruschiwka
- Siedlungsgemeinde Hryschkiwzi
- Siedlungsgemeinde Ruschyn
- Siedlungsgemeinde Tscherwone
- Landgemeinde Krasnopil
- Landgemeinde Rajhorodok
- Landgemeinde Schwajkiwka
- Landgemeinde Semeniwka
- Landgemeinde Wtschorajsche